# Dendronephthya natalensis
Dendronephthya natalensis is een zachte koraalsoort uit de familie Nephtheidae. De koraalsoort komt uit het geslacht Dendronephthya. Dendronephthya natalensis werd in 1960 voor het eerst wetenschappelijk beschreven door Tixier-Durivault & Prevor. 